# رودني أودونيل
رودني أودونيل (بالإنجليزية: Rodney O'Donnell)‏ هو لاعب اتحاد الرغبي أيرلندي، ولد في 16 أغسطس 1956.

## وصلات خارجية
- رودني أودونيل عل موقع إسبنسكروم (الإنجليزية)